# کریات‌شمونا

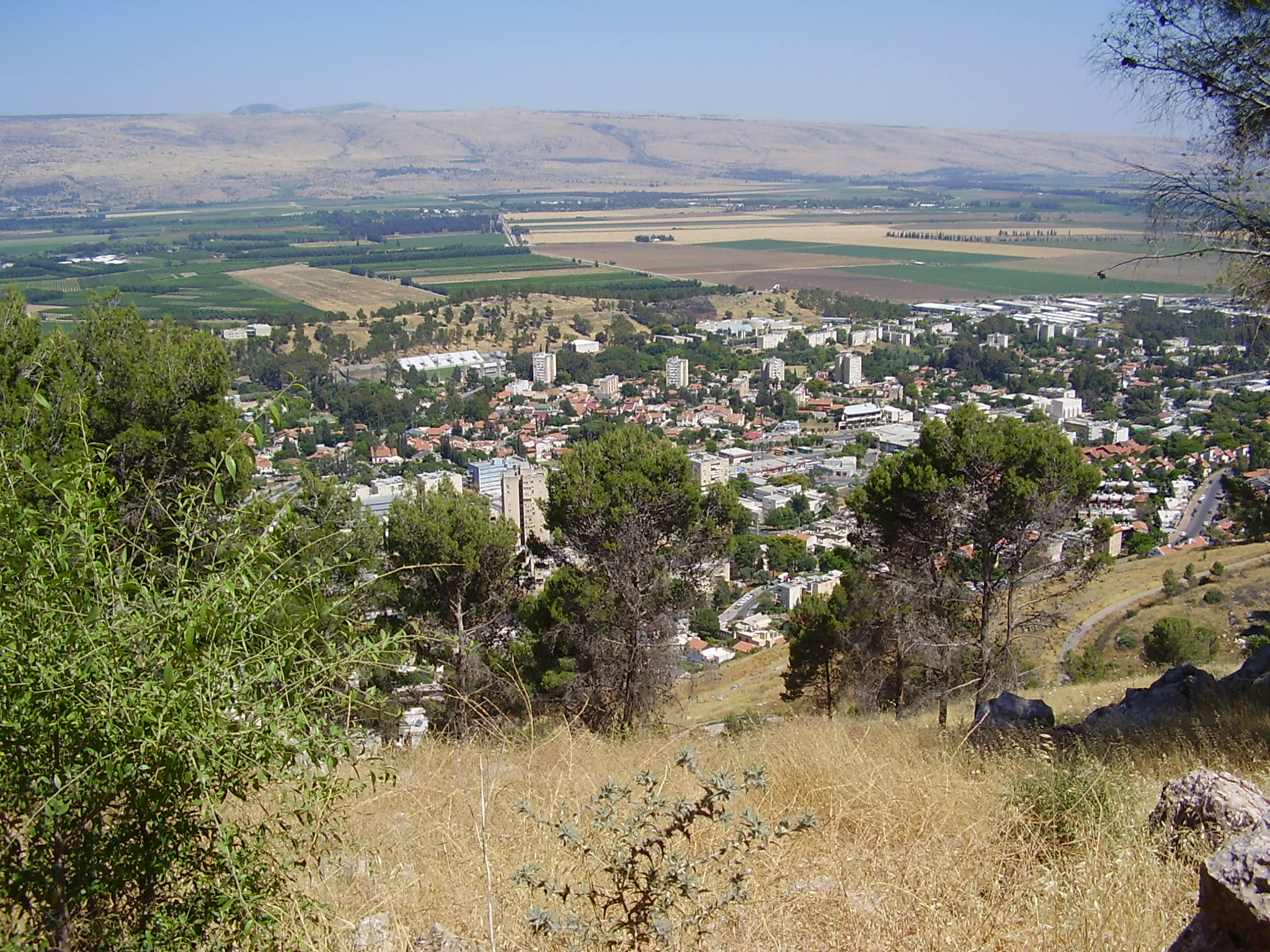
کریات شمونا از بالای بلندی‌های جبل عامل

کریات شمونا (به عبری: קריית שמונה) نام شهری یهودی-اسرائیلی نشین در استان شمالی اسرائیل است که جمعیت آن در سال ۲۰۱۹ ۲۲٬۵۱۲ نفر بوده است. این شهر در منطقه الجلیل، در شمال‌شرق سرزمین فلسطین، در دامنه شرقی جبل عامل، در دره حوله، در سال ۱۹۴۹، بر روی روستای تخریب شده عرب-فلسطینی خالصه بنا شد. این شهر در همسایگی مرز لبنان، در فاصله ۴ کیلومتری آن قرار دارد. مجاورت این شهر به مرز لبنان، این شهر را دهه‌ها به دلیل هدف قرار گرفتن مکرر توسط راکت‌های شبه نظامیان فلسطینی پیش از دهه ۱۹۸۰، و حزب‌الله لبنان پس از آن، در صدر اخبار منطقه‌ای قرار داده. 

## جمعیت
در سرشماری سال ۲۰۱۹، جمعیت شهر کریات‌شمونا ۲۲٬۵۱۲ نفر بود. از این جمعیت، ۲۱٬۶۸۶نفر، ۹۶٫۳٪ یهودی و غیره، و ۸۲۶ نفر، ۳٫۷٪ عرب فلسطینی بوده‌اند.

## جغرافیا

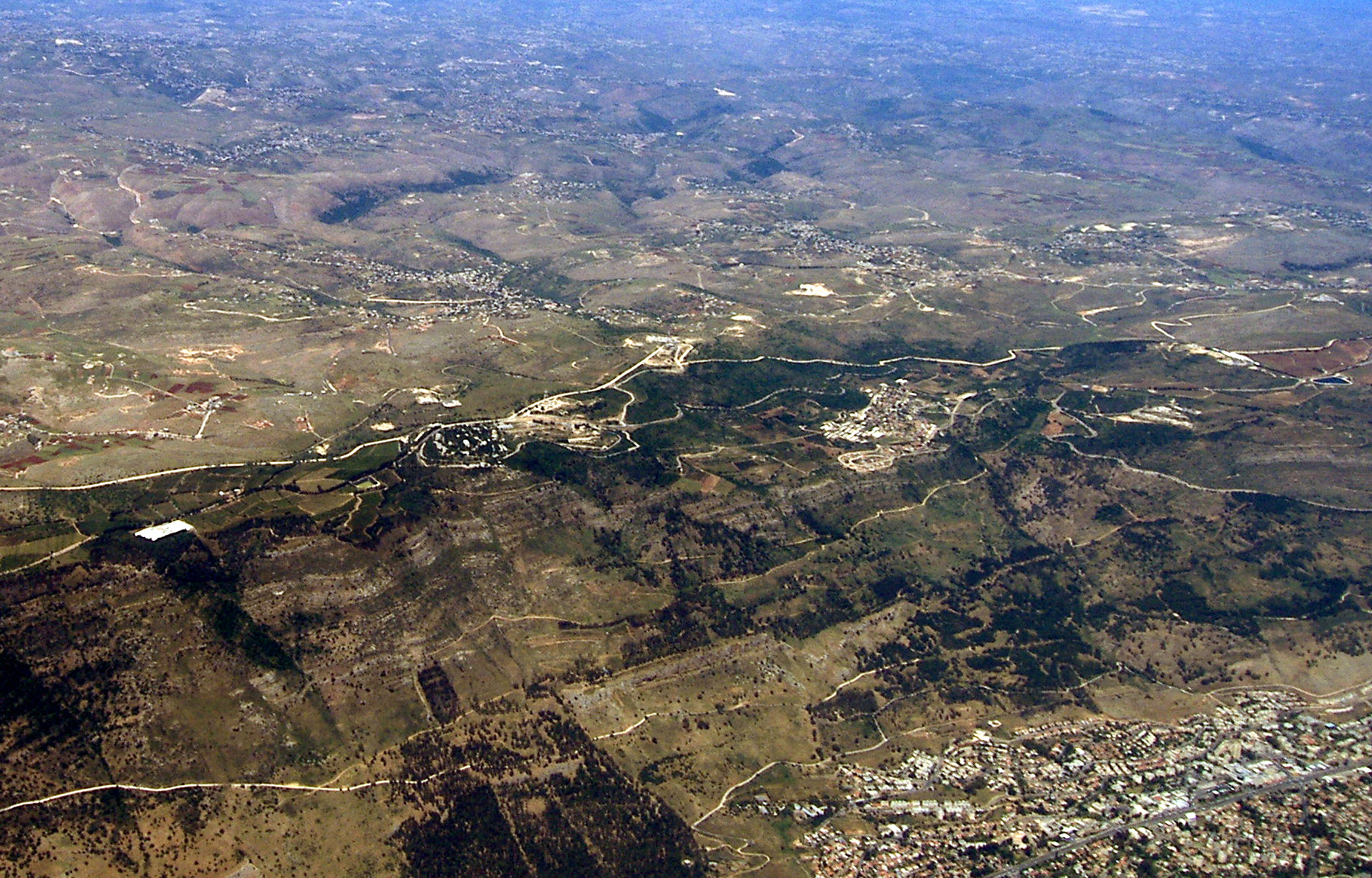
نمای هوایی از کریات‌شمونا، دامنه جبل عامل، و در پس زمینه، اراضی و روستاهای لبنان

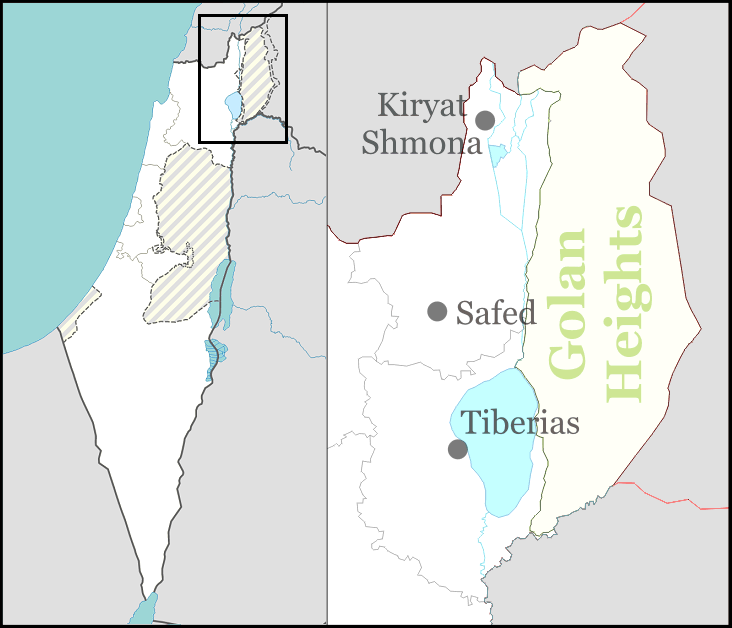
نقشه منطقه «انگشت جلیل» بین لبنان و جولان اشغالی در شمالی‌تری نقطه کشور

شهر کریات‌شمونا در شمالی‌ترین شهر در اراضی تحت حاکمیت و اشغال اسرائیل، در منطقه‌ای که به آن «انگشت جلیل» می‌گویند واقع شده است. (سایر نقاط جمعیتی شمالی‌تر در اسرائیل، به‌طور رسمی «شهر» نیستند، بلکه «شورای محلی» هستند) اسم «انگشت جلیل» به این اشاره دارد که مرز بین لبنان و اسرائیل، منطقه‌ای به شکل انگشتی که به سمت شمال اشاره می‌کند را روی نقشه‌ها به وجود آورده. دوردستی کریات‌شمونا و فاصله حداقل ۱۷۰ کیلومتری آن تا تل آویو و سایر نقاط مرکزی و مهم اقتصادی کشور، دلیلی بر عدم رشد جمعیتی این منطقه بوده است.
شهر کریات‌شمونا در دامنه شرقی جبل عامل، در دره حوله قرار دارد. فاصله این شهر تا مرز لبنان کمتر از ۲ کیلومتر است، ولی مرز لبنان در بالای جبل عامل، در ارتفاع بیش از ۶۰۰ متر بالاتر قرار دارد. خط تله‌کابین، کریات‌شمونا را به روستای یهودی‌نشین مانارا بر فراز کوه‌ها و در کنار دیوار مرزی وصل می‌کند.
فاصله کریات‌شمونا تا بلندی‌های جولان، اراضی سوری تحت اشغال غیرقانونی اسرائیل، نیز حدود ۱۰ کیلومتر بیشتر نیست. موقعیت کریات‌شمونا، با وجود دوری آن، این شهر را به مرکز توریستی مهمی تبدیل کرده است، مخصوصاً که بلندی‌های جولان نیز دارای پیست‌های اسکی متعدد است.

## تاریخ

### پیش از ۱۹۴۸
پیش از جنگ ۱۹۴۸، در این محل، روستای عرب-فلسطینی خالصه، با جمعیتی از اعراب بدویی از عشیره الغوارنه قرار داشت. بعد از فروپاشی دولت عثمانی، در سال ۱۹۲۰، در جنگ بین پادشاهی عربی سوریه و قوای استعماری فرانسه، میلیشیاهای ساکن این روستا به شهرکی یهودی‌نشین در نزیکی روستا حمله کردند، که در طول آن، ۸ نفر از قوای یهودی کشته شدند. اسم شهر «کریات‌شمونا» به معنی «شهر هشت تن»، برای ارج نهادین این اتفاق تاریخی انتخاب شده.
این روستا ابتدا تحت حاکمیت لبنان تحت قومیت فرانسه قرار داده شد، اما به دلیل موقعیت شهرک یهودی‌نشین متولا در این منطقه، کل منطقه منجمله روستای خالصه به زیر حاکمیت فلسطین تحت قومیت بریتانیا منتقل شد. این انتقال به دلیل سیاست دولت بریتانیا مبنی بر  «ایجاد خانهٔ ملی برای یهودیان در سرزمین فلسطین» بود.
در سرشماری سال ۱۹۴۵، آخرین سرشماری پیش از اخراج ساکنین روستا و تخریب کامل آن توسط اسرائیل، جمعیت روستا ۱۸۴۰ نفر عرب فلسطینی، که از این بین، ۲۰ نفر مسیحی و بقیه مسلمان بودند، شمارده شد.

### جنگ ۱۹۴۸ و سالهای بعد از آن
در طول جنگ ۱۹۴۸، پس از سقوط شهر صفد در عملیات «ییفتاخ» تاریخ ۱۰ مه ۱۹۴۸، بزرگان روستان خالصه سعی در مذاکره با فرماندهان نظامیان صهیونیست برای تأمین امنیت روستا و روستاییان را داشتند. اما این پیشنهادهای صلح توسط قوای میلیشیای صهیونیست رد شد و در نتیجه، جمعیت روستا در تاریخ ۱۱ مه ۱۹۴۸ مجبور به ترک روستا و فرار به لبنان شد. بر اساس نقل قول‌ها از ایگال آلون، فرمانده اسرائیلی عملیات «ییفتاخ»، علاوه بر تأثیر منفی سقوط شهر صفد و اخراج کامل جمعیت عرب-فلسطینی آن، جنگ روانی قوای او نیز تأثیر به سزایی در ایجاد رعب بین روستاییان عرب و فرار آنها داشت. این جنگ روانی شامل پخش شایعه دروغ «قوای کمکی صهیونیستی بزرگی در راه آمدن به منطقه هستند و آن‌ها قصد تخریب و آتش زدن روستاها را دارند.»
محل روستای خالصه، به چندین دلیل به عنوان محلی مناسب برای تأسیس شهرکی یهودی-اسرائیلی نشین جدید در نظر گرفته شد. اول این که مقامات اسرائیلی می‌خواستند جلوی تمرکز جمعیت کشور در شهرها و شهرک‌ّهای مرکز کشور (غوش دان) را بگیرند. دوم این‌که آنها قصد داشتند امنیت مرزهای دولت جدید را با سکنا دادن جمعیت یهودی تأمین کنند، و سوم این‌که قصد دولت اسرائیل بر این بود که مستقیماً جلوی بازگشت پناهندگان فلسطینی به روستاهای خود را بگیرند.
در سال اول، ژوییه سال ۱۹۴۹، چندین خانوار یمنی، بخشی از موج مهاجرت دسته جمعی یهودیان یمنی، که در طول عملیات قالی جادویی به کشور جدید التاسیس اسرائیل مهاجرت کردند، در خانه‌های خالی روستای خالصه سکنا داده شدند. آنها نام خالصه را به «کریات یوسف» تغییر داده، و قصد تأسیس این شهرک به عنوان یک «شهرک کشاورزی» داشتند. اما، دولت مرکزی اسرائیل، بدون مشورت با خانوارهای یمنی، کاربری شهرک را از «شهرک کشاورزی» به «شهر توسعه» تغییر داد. شهرهای توسعه، با در نظر داشتن اهداف ذکر شده، سیاست‌های تشویقی برای ساکن شدن مهاجران جدید برای آنها در نظر گرفته می‌شود. دولت مرکزی نام شهرک را نیز بدون مشورت با یهودیان یمنی به «کریات‌شمونا» تغییر داد. به دلیل این تنش‌های محلی، و به منظور متنوع‌سازی جمعیت کریات‌شمونا، در سال ۱۹۵۰، دولت مرکزی یهودیان مهاجر از اروپای شرقی را در شهرک سکنا داد.
با این وجود، اکثریت جمعیت «شهرهای توسعه» را یهودیان مزراحی (شرقی، یعنی یهودیان اصالتاً از کشورهای عربی و اسلامی) و یهویان سفاردی را تشکیل می‌دهند. به همین دلیل، از سال ۱۹۵۱ به بعد، سیاست سکنا دادن مهاجران یهودی اروپای شرقی، جای خود را به سیاست سکنا دادن یهودیان عراقی، یهودیان ایرانی، و یهودیان کرد داد. در تابستان ۱۹۵۱، جمعیت کریات شمونا به ۴ هزار نفر افزایش پیدا کرده بود، جمعیتی که در شغل ساخت و ساز آپارتمان‌های جدید و خشک کردن دریاچه حوله مشغول بودند.
در این یکی دو سال، ساکنین اصلی روستای خالصه سعی در عبور از مرز لبنان و بازگشت به روستا و اراضی خویش کردند، ولی مورد تیراندازی قوای ارتش اسرائیل واقع شدند.

### دهه ۱۹۵۰ و ۱۹۶۰

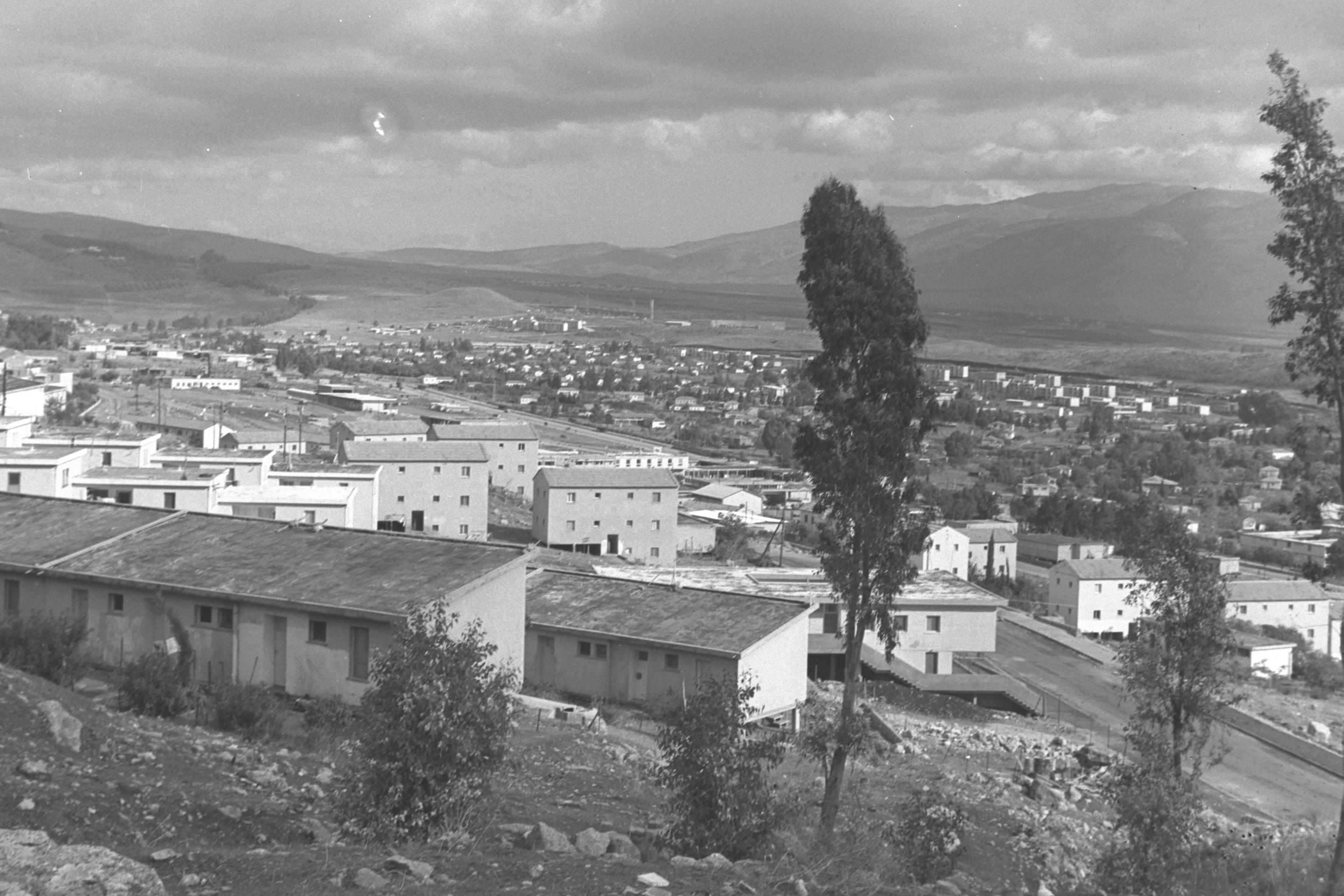
نمایی از شهر کریات‌شمونا در سال ۱۹۶۴

تا سال ۱۹۵۳، شهرک کریات‌شمونا تحت مدیریت «شورای منطقه‌ای جلیل علیا» (معادل دهستان در ایران) بود. در ماه مه ۱۹۵۳، کریات‌شمونا از «شورای منطقه‌ای جلیل علیا» مستقل شد، و در آن «شورای محلی» تأسیس شد (واحد تقسیماتی بین شهرداری و شوراهای منطقه‌ای). تا آن سال، سرعت ورود مهاجرین کند شده بود، که به جمعیت تازه‌وارد یهودیان عراقی، یهودیان ایرانی، و یهودیان رومانی اجازه تکمیل ساخت و ساز واحدهای مسکونی خویش بر روی اراضی مصادره شده روستای خالصه، و جا افتادن در شهر کریات‌شمونا را داد.
با استقلال کشورهای مراکش و تونس در سال ۱۹۵۴، و نامشخص بودن آینده سیاسی-اجتماعی این کشورها، موج جدیدی مهاجرت به کشور اسرائیل از این دو کشور آغاز شد. بین سالهای ۱۹۵۴ و ۱۹۵۶، چندین هزار یهودی مراکشی و یهودی تونسی مستقیماً از کشتی‌ها و فرودگاه‌ها برای سکونت به کریات‌شمونا فرستاده شدند. همچنین سیاستی، بالاخص در مقایسه با سکونت مناسب‌تر مهاجران یهودی از اروپای شرقی (رومانی، لهستان، و مجارستان) در مرکز کشور (غوش دان) به جای شهرهای دور افتاده مرزی مثل کریات‌شمونا، احساس تبعیض بین یهودیان اروپایی و غیر-اروپایی و حس عدم اعتماد یهودیان غیر اروپایی به حزب حاکم ماپای را بیشتر کرد.

### دهه ۱۹۷۰ و ۱۹۸۰
در پایان دهه ۱۹۶۰، جمعیت کریات‌شمونا به ۱۵ هزار نفر رسید. جمعیت شهر در دو دهه پیش رو ثابت ماند و افزایش قابل توجهی نداشت. از دلایل این ثبات جمعیت و عدم پیشرفت شهر، دورافتاده بودن آن از مرکز جمعیتی کشور، عدم تخصیص سرمایه‌گذاری توسط دولت، و همین‌طور عدم امنیت در شهر به دلیل مجاورت به لبنان و افزایش حملات علیه منطقه توسط شبه نظامیان فلسطینی در طول دهه ۱۹۷۰، و حزب‌الله لبنان از دهه ۱۹۸۰ به بعد.
پس از شکست دول عرب در جنگ ۱۹۶۷ و اشغال بقیه فلسطین توسط دولت اسرائیل، نقش این دول در مبارزه علیه اسرائیل کم‌رنگ شده، و شبه نظامیان فلسطینی، مخصوصاً در کشورهایی با جمعیت قابل توجه‌ای از پناهندگان فلسطینی مثل لبنان، نقش پررنگ‌تری ایفا کردند. در نتیجه آن، منطقه جلیل در «شمال فلسطین اشغالی»، مورد حملات متعدد راکتی این گروه‌ها و همین‌طور نفوذ کماندوهای شبه نظامی و عملیات‌های گروگان‌گیری و کشتار ساکنین یهودی منطقه قرار گرفت.
از جمله این سوانح، «عملیات خالصه» توسط جبهه خلق برای آزادی فلسطین در ماه آوریل ۱۹۷۴ بود، که در طول آن، سه کماندو این گروه از مرز لبنان عبور کرده و در عملیاتی انتحاری ۱۸ غیرنظامی اسرائیلی را کشتند. علاوه بر کشته شدن ساکنین ان منطقه، ادامه حملات موشکی کاتیوشا بر منطقه جلیل خسارت مالی زیادی نیز بر شهر کریات‌شمونا تحمیل کرد. این خسارات جانی و مالی دلیل و بهانه دولت اسرائیل برای حمله اسرائیل به لبنان و اشغال نظامی آن شدند. با وجود اینکه اشغال اسرائیل موفق به اخراج شبه نظامیان فلسطینی از لبنان شد، این اتفاقات منجر به قدرت‌گیری مقاومت لبنانی (بالاخص توسط حزب‌الله لبنان) با حمایت سوریه و ایران شد، و در نتیجه، حملات راکتی علیه شهرهای مرزی مثل کریات‌شمونا تا سال ۲۰۰۰ که قوای اسرائیل به اشغال نظامی لبنان پایان دادند ادامه پیدا کرد.

### دهه ۱۹۹۰ تا به امروز
جمعیت شهر تا این مدت، چندین دهه حدود ۱۵ هزار نفر، متشکل از اکثریت مطلق یهودیان آفریقای شمالی، و مخصوصاً یهودیان مراکش بود. در دهه ۱۹۹۰، بعد از سقوط شوروی، با ورود جمعیت مهاجر یهودی از کشورهای تازه تأسیس، شهر رشد قابل توجهی داشت. با وجود ادامه حملات راکتی حزب‌الله لبنان در مبارزه خویش علیه اشغال لبنان توسط اسرائیل، جمعیت شهر در طول دهه ۱۹۹۰ به رشد ادامه داد و در سال ۲۰۰۱، جمعیت آن به ۲۱ هزار نفر رسیده بود.
حملات راکتی حزب‌الله لبنان از سال ۲۰۰۱ به بعد، به جز در طول جنگ ۲۰۰۶، متوقف شد. اما مشکلات ریشه‌ای شهر به‌جای خود باقی مانده‌اند و جمعیت شهر از سال ۲۰۰۱ تا به امروز تقریباً بدون رشد باقی مانده است. امروزه جمعیت شهر حدود ۲۲ هزار نفر است، که حدود ۱/۶ام آنها را مهاجران یهودی از جمهوری‌های تازه تأسیس شوروی تشکیل می‌دهند.
در طول جنگ ۲۰۰۶، اکثر جمعیت شهر، فرار کرده و به مناطق امن‌تر پناه بردند. از جمعیت ۲۲ هزار نفری شهر، حدود ۵ هزار نفر در پناهگاه‌های بمباران باقی ماندند. در طول این مدت، ۱٬۰۱۲ راکت کاتیوشا به شهر کریات‌شمونا زده شد.

## وجه تسمیه
اسم شهر «کریات‌شمونا»، عبری و به معنی «شهر هشت تن» می‌باشد.
پیش از جنگ ۱۹۴۸، در این محل، روستای عرب-فلسطینی خالصه، با جمعیتی از اعراب بدویی از عشیره الغوارنه قرار داشت. بعد از فروپاشی دولت عثمانی، در سال ۱۹۲۰، در جنگ بین پادشاهی عربی سوریه و قوای استعماری فرانسه، میلیشیاهای ساکن این روستا به شهرکی یهودی‌نشین در نزیکی روستا حمله کردند، که در طول آن، ۸ نفر از قوای یهودی کشته شدند. اسم این شهر، برای ارج نهادین این اتفاق تاریخی انتخاب شده.
در سال اول تأسیس این شهرک، نام آن توسط مهاجرین یهودی یمنی، «کریات یوسف» گذاشته شده بود.
پیش از آن، نام روستای عرب فلسطینی، «خالصه» بود.

## حمل و نقل

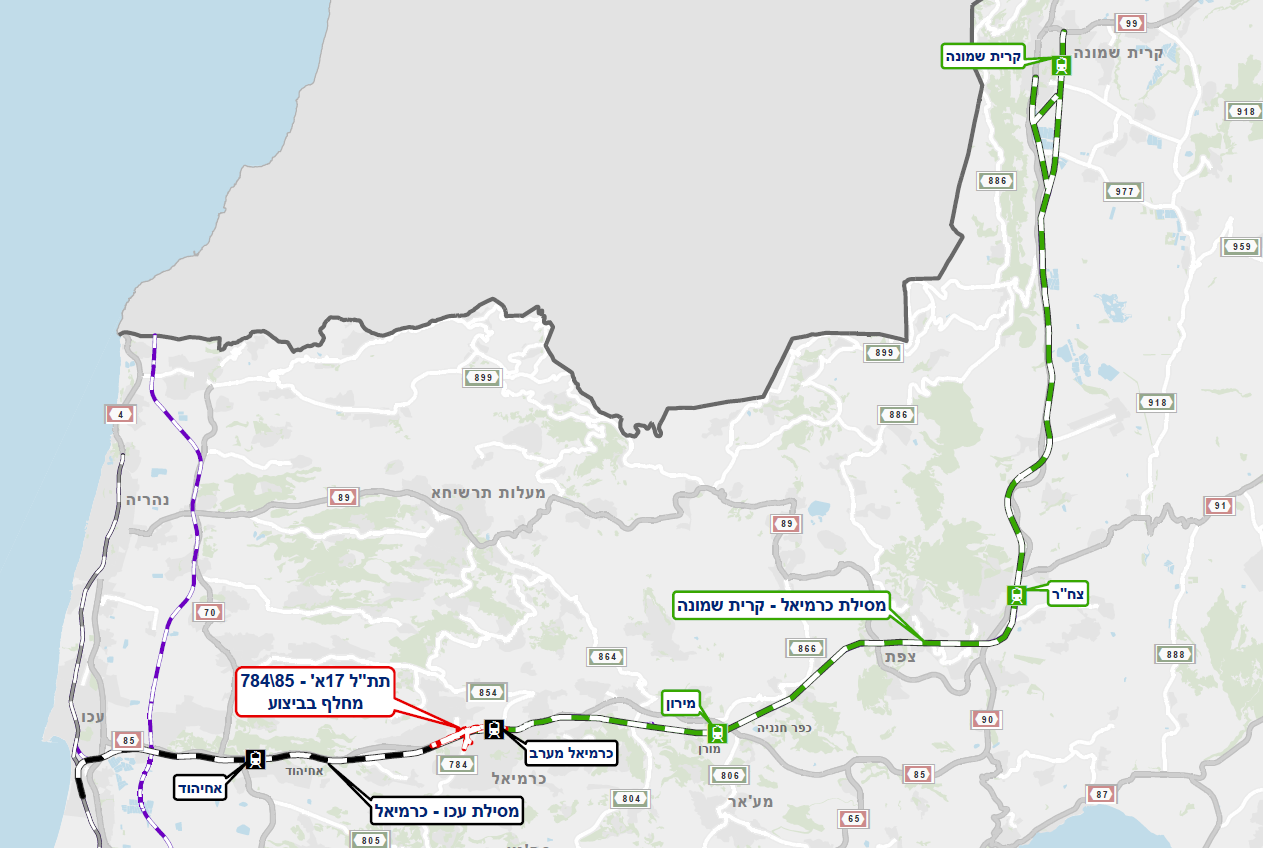
نقشه مسیر راه‌آهن عکا-کرمیئیل-کریات‌شمونا

شهر کریات‌شمونا در تقاطع دو شاهراه ملی می‌باشد، شاهراه شماره ۹۰ و شماره ۹۹. کریات‌شمونا در نزدیکی نقطه پایانی شمالی شاهراه شماره ۹۰، بلندترین جادهٔ شمالی-جنوبی اسرائیلی که جنوب کشور، شهر ایلات را به موازات رود اردن و دریای مرده، با عبور از کرانه باختری اشغالی، به شمال کشور و کریات‌شمونا وصل می‌کند. انتهای شمالی جاده حدود ۸ کیلومتر شمالتر در مرز با لبنان می‌باشد. شاهراه شماره ۹۹، شاهراهی شرقی-غربی می‌باشد که عرض جولان اشغالی را طی کرده و کریات‌شمونا را به مجدل شمس، بزرگ‌ترین آبادی موجود بلندی‌های جولان اشغالی وصل می‌کند. این شاهراه همین‌طور به جبل‌الشیخ، از بلندترین و استراتژیک‌ترین کوه‌های سرزمین شام و پیست‌های اسکی آن که در بین مردم اسرائیل از شهرت بسیاری برخوردار است متصل می‌شود.
در حال حاضر، کریات‌شمونا به هیچ خط ریلی دسترسی ندارد. اما از پروژه‌ای در دست مطالعه می‌باشد که در آن کریات‌شمونا به کرمیئیل و شبکه ریلی خطوط راه‌آهن اسرائیل متصل خواهد شد. البته که این پروژه بدون جنجال نبوده. اهالی روستای عرب-فلسطینی نحف در طول مسیر آن، دولت را متهم به تبعیض قومی در انتخاب مسیر پروژه کرده‌اند، چرا که این پروژه منجر به این خواهد شد که در ۱۰٪ اراضی این روستا، یا مصادره شود، یا به دلیل نزدیکی به مسیر راه‌آهن، منع ساخت و ساز داشته باشد. جا دارد اشاره شود که اراضی این روستا در گذشته نیز، در دهه ۱۹۶۰ و ۱۹۷۰، برای ساخت شهر یهودی‌نشین کرمیئیل نیز مصادره شده بود، و این روستا، با وجود رشد جمعیت در طول ۷ دهه حاکمیت اسرائیل، هیچ زمین جدیدی به آن تخصص داده نشده است. در ماه ژوئن ۲۰۲۲، نقشه‌های پروژه خط آهن تأیید شد، که بر طبق این نقشه‌ها، ایستگاه پیشنهادی شهر کریات‌شمونا، در خارج از محدوده شهری قرار دارد. یک پارکینگ با ظرفیت ۹۵۰ ماشین برای این ایستگاه پیشنهاد شده است. با این حال، جانمایی این ایستگاه، منجر به مطرح شدن انتقادهایی شده است، منجمله اینکه این ایستگاه، مشکل وابستگی به خودرو شخصی را حل نمی‌کند.
شرکت اتوبوسرانی «ایگد»، در ۲۶ خط درون‌شهری خدمات ارائه می‌دهد. همین‌طور، شرکت اتوبوسرانی «ایگد»، به همراه شرکت‌ّ «نَتِئیو اکسپرس» شهر کریات‌شمونا را به روستاها و شهرکهای عرب‌نشین و یهودی‌نشین اطراف، و همین‌طور به شهرهای مهم منطقه جلیل، مثل ناصره و صفد وصل می‌کند. شرکت اتوبوسرانی «گولان»، روستاهای عرب‌نشین و شهرک‌های یهودی نشین در بلندی‌های جولان اشغالی را به کریات‌شمونا وصل می‌کند. خطوط بین شهری به شهرهایی مثل تل‌آویو و بیت‌المقدس توسط شرکت اتوبوسرانی «ایگد» خدمات داده می‌شوند.

## انتخابات

### ۲۰۲۱
جمعیت یهودی شهر لد، در انتخابات سراسری اکثراً راستگرا هستند. حزب لیکود به رهبری بنیامین نتانیاهو در این شهر با فاصله زیاد محبوب‌ترین حزب به‌شمار می‌رود.
در انتخابات پارلمانی سال ۲۰۲۱، نتایج انتخابات در شهر کریات‌شمونا به صورت زیر بود:
- حزب لیکود: ۵۱٪، به رهبری نتانیاهو
- حزب شاس: ۹٪، حزب سنت‌گرای مذهبی که قصد نمایندگی یهودیان سفاردی حریدی را دارد
- حزب اسرائیل خانه ما: ۹٪، به رهبری آویگدور لیبرمن، حزب راستگرای سکولار صهیونیستی که قصد نمایندگی از خواستهای روس-تبارهای اسرائیلی را دارد
- حزب یامینا: ۶٪، به رهبری نفتالی بنت و نائب رهبری آیلت شاکد، که یکی از دو ارکان حکومت ائتلافی فعلی را تشکیل می‌دهد. نخست‌وزیر کنونی اسرائیل نفتالی بنت، رهبر این حزب می‌باشد.
- حزب امید جدید (تیکوا خدشا): ۶٪، حزب راستگرای اسرائیلی مشکل از نمایندگان حزب لیکود که از رهبری نتانیاهو به سر آمده بودند و از این حزب جدا شدند. این حزب از حزب یامینا حمایت می‌کند
- حزب «صهیونی-مذهبی»: ۵٪، به رهبری بتسلائل سموتریچ، حزب راست افراطی مذهبی اسرائیلی
- حزب یش عتید: ۴٪، به رهبری یائیر لپید، حزب میانه اسرائیلی، که یکی از دو ارکان حکومت ائتلافی فعلی را تشکیل می‌دهد
- حزب آبی و سفید: ۵٪، حزب میانه اسرائیلی به رهبری بنی گانتس، عضو کابینه و وزیر دفاع اسرائیل